# 国鉄ホキ350形貨車
国鉄ホキ350形貨車（こくてつホキ350がたかしゃ）は、かつて日本国有鉄道（国鉄）に在籍した貨車（無蓋ホッパ車）である。

## 概要
本形式は、未使用バラスト、使用済みバラスト輸送用 30 t 積の国鉄貨車である。営業用貨車の形式を称するが、実際は保線用途の事業用貨車である。
1957年（昭和32年）および1961年（昭和36年）に三菱重工業でホキ200形として2ロット7両（ホキ200 - ホキ206）が製作された。ホキ200形は、1963年（昭和38年）7月26日の称号規程変更によりホキ350形（ホキ350 - ホキ356）に改められ、全車改番された。
ホキ200形落成の4年前に、ホキ100形が製作された。ホキ100形は、複線用に特化した車両であったため、新たに単線用バラスト輸送車両としてホキ200形が開発された。
ホキ100形が、未使用バラストを輸送→散布（敷設）する往路のみの積載状態に対してホキ200形は、ヤ100形がかき出した使用済みバラストをふるい分けし、ふるいかすを積み込み、輸送して来た未使用バラストをヤ100形へ送りこむという往復とも積載状態での運用であった。ヤ100形とホキ200形の中継に、ヤ150形を使用し、ヤ50形（電源車）+ホキ200形（2 - 3両）+ヤ150形+ヤ100形という編成にてバラスト更新作業を行った。従来の人手に頼った保線作業の機械化という意味で、画期的な車両であった。
車体の上面、側面にバラスト移動用ベルトコンベアを持つ異様な外観であった。
車体塗色は黒で、1968年（昭和43年）10月1日ダイヤ改正では高速化不適格車とされて最高速度65km/hの指定車となり、識別のため記号に「ロ」が追加され「ロホキ」となり黄色（黄1号）の帯を巻いている。
全長は11,400 mm、全幅は2,736 mm、全高は3,527 mm、台車中心間距離は7,300 mm、実容積は18.0 m3、換算両数は積車5.5、空車2.4である。台車は、ベッテンドルフ式のTR41Cであった。
1978年（昭和53年）度に形式消滅した。